# Joseph Alois Gleich
Josef Alois Gleich (Vienna, 14 settembre 1772 – Vienna, 10 febbraio 1841) è stato un drammaturgo e letterato austriaco.

## Biografia
Figlio di un cancellerie, Joseph Alois Gleich frequentò il ginnasio viennese dal 1785 al 1789, dopo di che studiò filosofia, lingue e contabilità all'Università di Vienna, prima di diventare funzionario pubblico nel 1790.
In quello stesso anno esordì nella letteratura dedicandosi al romanzo e alle opere teatrali.
Dal 1814 al 1816 fu vice direttore del teatro di Josefstadt e aiutò suo genero Ferdinand Raimund ad affermarsi come comico.
Dopo essere stato costretto a ritirarsi dalla direzione teatrale per malattia nel 1831, proseguì la sua carriera come scrittore e come redattore di una rivista umoristica.
Nel corso della sua carriera letteraria scrisse un centinaio di romanzi, di ingegno e inclinazione popolaresca, ma considerevoli risultarono soprattutto le sue duecentocinquanta commedie, non solo le fiabe sceniche di facile presa, come Leopolds Jagd ("La caccia di Leopoldo", 1808), quanto quelle opere che, nell'intento di diffondere tra gli spettatori il culto della realtà, nei loro atti descrissero e rappresentarono i dilemmi del protagonista, basati sulla scelta della migliore esistenza possibile in un ambito allargato a tre o quattro opzioni; l'autore voleva dimostrare che spesso la vita più vantaggiosa e retta è proprio quella meno considerata inizialmente.
Tra gli esempi più emblematici dei lavori di Gleich si possono citare: Der Berggeist ("Lo spirito della montagna", 1819); Ydor (1820); Der Eheteufel uaf Reisen ("Il diavolo coniugale in viaggio", 1822).
Con queste opere Gleich influenzò Raimund e Grillparzer.
I romanzi di Gleich si caratterizzarono invece per le descrizioni di epopee medioevali di cavalieri, ladri e fantasmi.
Gleich scrisse anche diversi interessanti libri sulla storia locale, tra i quali: Geschichte der kaiserlich königlichen Stadt Wienerisch-Neustadt ("Storia della città imperiale reale viennese-Neustadt", 1809); Wien und seine Bewohner ("Vienna e dei suoi abitanti", 1834).

## Opere principali
- ....... Centilles. Eine Geschichte aus dem spanischen Insurrectionskriege, romanzo;
- ....... Dagobert von Greifenstein, oder: Das Todtengericht um Mitternacht in den unterirdischen Schauerklüften der Burgfeste Theben in Ungarn, romanzo;
- ....... Dittmar von Arenstein, oder: Die Rächer in der Todtenhalle, romanzo;
- ....... Guido von Sendenstein, oder: Die Tempelritter in Mödling, romanzo;
- ....... Das Blutmahl um Mitternacht, oder: Das wandernde Gespenst in Wiener Neustadt, romanzo;
- ....... Die Belagerung Wiens durch die Türken, oder: Graf Rüdiger von Starhembergs Heldenmuth und Tapferkeit, romanzo;
- 1796 Fridolin von Eichenfels, romanzo;
- 1797 Der schwarze Ritter, oder: Die drei Waisen, romanzo;
- 1798 Die Todtenfackel, oder: Die Höhle der Siebenschläfer, romanzo;
- 1798 Der warnende Zaubergürtel, oder: Das Schauermännchen, romanzo;
- 1798 Die Wanderungen des Titters Eckberts von Klausenthal, romanzo, digitalizzato;
- 1799 Wallrab von Schreckenhorn, oder: Das Totenmahl um Mitternacht, romanzo;
- 1800 Die beiden Spencer, oder: Die Wunder der Totengruft, romanzo;
- 1801 Bodo und seine Brüder, oder: Das Schloß der Geheimnisse, romanzo;
- 1807 Inkle und Jariko, Singspiel;
- 1807 Die Löwenritter, dramma;
- 1807 Der Lohn der Nachwelt, dramma;
- 1808 Kuntz von Kauffingen, dramma;
- 1809 Unterthanenliebe, opera;
- 1816 Die Musikanten am Hohen Markt, farsa;
- 1816 Herr Adam Kratzerl von Kratzerlsfeld, farsa;
- 1820 Herr Dr. Kramperl, farsa;
- 1820 Komische Theaterstücke;
- 1820 Die weißen Hüte, dramma;
- 1822 Der Eheteufel auf Reisen, farsa;
- 1822 Ydor, der Wanderer aus dem Wasserreiche;
- 1830 Reiseabenteuer im Eilwagen, farsa
- 1840 Herr Joseph und Frau Baberl, farsa;
- 1851 Markulf der Eisenarm mit dem Riesenschwerte, oder: Der Todtentanz um Mitternacht im Schlosse Engelhaus bei Carlsbad, romanzo postumo.